# فرناندو أوليفيرا (سياسي)
فرناندو أوليفيرا (بالإسبانية: Fernando Olivera Vega)‏ هو دبلوماسي وسياسي بيروفي، ولد في 14 سبتمبر 1958 بليما في بيرو. حزبياً، نشط في الجبهة الأخلاقية المستقلة ‏. وقد انتخب عضو مجلس الشيوخ البيروفي ‏.